# Вигода, Эйб
Абрахам Чарльз «Эйб» Ви́года (англ. Abraham Charles «Abe» Vigoda; 24 февраля 1921[…], Бруклин, Нью-Йорк — 26 января 2016[…], Вудленд-Парк, Нью-Джерси) — американский актёр. Наиболее известен по роли Сальваторе Тессио в фильме «Крёстный отец» (1972).

## Биография
Эйбрахам Чарльз Вигода (англ. Abraham Charles Vigoda) родился в Нью-Йорке в семье Лины (урождённой Мозес) и Самюела Вигоды, евреев — эмигрантов из Российской империи. Его отец был портным, а его брат, Билл Вигода, был художником комиксов.
После окончания школы Вигода работал печатником, а в 1943 году поступил на службу в армию США и участвовал во Второй мировой войне. После военной службы он изучал актёрское мастерство по закону о реинтеграции военнослужащих в Американском театральном крыле. В конце 1940-х годов Вигода начал работать на радио и дебютировал на телевидении в одном из эпизодов драматического сериала «Первая студия». В 1960—1970-е годы он добился популярности на Бродвее, исполнив роли в постановках «Марат/Сад» (1967), «Человек в стеклянной будке» (1968), «Дознание» (1970) и «Трудно получить помощь» (1972). В 1972 году Вигода сыграл одну из самых известных своих ролей — Сальваторе Тессио в фильме Фрэнсиса Форда Копполы «Крёстный отец». У него также была небольшая роль во второй части «Крёстного отца» во время флэшбека в конце фильма.
В дальнейшем самой заметной его ролью стал детектив полиции Нью-Йорка Фил Фиш в сериале «Барни Миллер», которого он играл с 1974 по 1981 год. В 1977 году специально для его персонажа был запущен спин-офф «Фиш», просуществовавший всего год и закрытый после того как Вигода потребовал за третий сезон гонорар больше, чем продюсеры были готовы заплатить.
До своей фактической смерти в январе 2016 года Вигода неоднократно объявлялся ошибочно мёртвым в американской прессе. В 1982 году журнал «People» сообщил о смерти актёра, на что Вигода отреагировал с юмором и позировал фотографам сидя в гробу с журналом в руках. В 1987 году была допущена та же ошибка, когда репортер «WWOR, Channel 9» в Секокусе, штат Нью-Джерси, по ошибке назвал его «покойным Эйбом Вигодой».
Данные инциденты стали предметов множества шуток в последующие годы. В 1997 году Вигода делал покупки в магазине «Bloomingdale’s» на Манхэттене, где продавец заметил: «Вы похожи на Эйба Вигоду. Но вы не можете быть Эйбом Вигодой, потому что он мёртв». В шоу «Поздняя ночь с Дэвидом Леттерманом» был показан номер, в котором Леттерман пытался вызвать призрак Вигоды, после чего актёр вышел и заявил: «Я ещё не умер, тупица!». На вечеринке Роба Райнера в нью-йоркском клубе «New York Friars Club», на которой присутствовал Вигода, Билли Кристал пошутил: «Мне нечего сказать об Эйбе. Меня всегда учили хорошо отзываться о мёртвых». В мае 2001 года был создан веб-сайт с целью сообщить, жив Вигода или мёртв.

## Личная жизнь
Актёр дважды был женат. В первом браке с Соней Гольке, который закончился разводом, у него родилась дочь Кэрол. В 1968 году его второй супругой стала Беатрис Ши, которая умерла в 1992 году.
Эйб Вигода умер во сне 26 января 2016 года в доме своей дочери Кэрол Фукс в Вудленд-Парке, штат Нью-Джерси, за месяц до своего 95-летия. Похороны актёра состоялись 31 января на еврейском кладбище Бет Дэвид в Элмонте, округ Нассау, штат Нью-Йорк. На 88-й церемонии вручения премии «Оскар» Вигода не был включен в мемориальный ролик, что удивило многих присутствующих.

## Фильмография
| Год  |   | Русское название          | Оригинальное название        | Роль                                |
| ---- | - | ------------------------- | ---------------------------- | ----------------------------------- |
| 1965 | ф | Три комнаты на Манхэттене | Three Rooms in Manhattan     | мужчина в лифте                     |
| 1972 | ф | Крёстный отец             | The Godfather                | Сальваторе Тессио                   |
| 1972 | ф |                           | The Don Is Dead              |                                     |
| 1972 | ф |                           | Newman’s Law                 | Джон Делланзия                      |
| 1974 | ф | Крёстный отец 2           | The Godfather Part II        | Сальваторе Тессио                   |
| 1978 | ф | Дешёвый детектив          | The Cheap Detective          | сержант Риццуто                     |
| 1984 | ф | Гонки «Пушечное ядро» 2   | Cannonball Run II            | Цезарь                              |
| 1985 | ф | Вкусная дрянь             | The Stuff                    | камео                               |
| 1986 | ф |                           | Vasectomy: A Delicate Matter |                                     |
| 1988 | ф |                           | Keaton’s Cop                 |                                     |
| 1988 | ф |                           | Plain Clothes                |                                     |
| 1989 | ф | Уж кто бы говорил         | Look Who’s Talking           | дедушка Убриакко                    |
| 1989 | ф |                           | Prancer                      |                                     |
| 1990 | ф | Джо против вулкана        | Joe Versus the Volcano       | шеф                                 |
| 1993 | ф |                           | Fist of Honor                |                                     |
| 1993 | ф | Я и ребёнок               | Me and the Kid               | брокер                              |
| 1993 | ф | Бэтмен: Маска Фантазма    | Batman: Mask of the Phantasm | Сэл Валестра (озвучивание)          |
| 1994 | ф | Обитель ангелов           | Home of Angels               | Генри                               |
| 1994 | ф |                           | Sugar Hill                   |                                     |
| 1994 | ф | Норт                      | North                        | дедушка                             |
| 1995 | ф |                           | The Misery Brothers          |                                     |
| 1995 | ф |                           | Jury Duty                    |                                     |
| 1996 | ф | Итальянские любовники     | Love Is All There Is         | Руди                                |
| 1996 | ф |                           | Underworld                   |                                     |
| 1997 | ф |                           | Me and the Gods              |                                     |
| 1997 | ф |                           | A Brooklyn State of Mind     |                                     |
| 1997 | ф | Отличный гамбургер        | Good Burger                  | Отис                                |
| 1999 | ф |                           | Just the Ticket              |                                     |
| 2000 | ф |                           | Tea Cake or Cannoli          |                                     |
| 2003 | ф | Ограбление по-французски  | Crime Spree                  | Анджело Джанкарло                   |
| 2004 | ф |                           | Chump Change                 |                                     |
| 2007 | ф | Фарс пингвинов            | Farce of the Penguins        | пингвин из Бока-Ратон (озвучивание) |
| 2007 | ф |                           | Frankie the Squirrel         |                                     |
| 2008 | ф |                           | The Unknown Trilogy          |                                     |
| 2010 | ф |                           | Small Town Hero              |                                     |
| 2010 | ф |                           | Mafioso II                   |                                     |
| 2010 | ф |                           | The Driver                   |                                     |